# Bioule
Bioule é uma comuna francesa na região administrativa da Occitânia, no departamento de Tarn-et-Garonne. Estende-se por uma área de 20.44 km², e possui 1.131 habitantes, segundo o censo de 2018, com uma densidade de 55 hab/km².